# ظالم ولكن
ظالم ولكن هي أغنية من غناء طلال مداح و كتابة أحمد صادق، وألحان طلال مداح.

## كلمات الأغنية
ظالم ولكن في القلب لسى هواه
كم قلت بكره يحن القاه يزيد في جفاه
ينسى الهوا ينساه قولوله ليه ينساه
يعني عشان بهواه يعمل كدا فيه
فين عطفه فين شوقه ياما بكي ليه
واحنا بنتعاهد وحلف لي بعنيه
هي عيوني رخاص لما قسي عليه
ينسى الهوا ينساه قولوله ليه ينساه
يعني عشان بهواه يعمل كدا فيه
مظلوم معاه في الحب محبوبي ظالمني
وعشان انا بحب فكر يعذبني
لو قلت لقلب توب عيني تكذبني
ينسى الهوا ينساه قولوله ليه ينساه
يعني عشان بهواه يعمل كدا فيه.